# والنتینا ماتوینکو
والنتینا ماتوینکو (روسی: Валенти́на Ива́новна Матвие́нко؛ IPA: [vəlʲɪnˈtʲinə ɪˈvanəvnə mətvʲɪˈjenkə]؛ زاده ۷ آوریل ۱۹۴۹) یک سیاست‌مدار اهل روسیه است.